# Kaiserpokal 1978
Der Kaiserpokal 1978 war die 58. Austragung des Kaiserpokals, des höchsten japanischen Fußballpokalwettbewerbs. Sieger des Wettbewerbs waren die Mitsubishi Heavy Industries.

## Ergebnisse

### 1. Runde
|                          | Ergebnis |                              |
| ------------------------ | -------- | ---------------------------- |
| Yanmar Club              | 4:1      | Mazda Auto Hiroshima         |
| Fujitsu                  | 4:0      | Kyushu-Sangyo-Universität    |
| Handelsuniversität Osaka | 0:4      | Nippon Kokan                 |
| Yanmar Diesel            | 6:0      | Wirtschaftsuniversität Osaka |
| Universität Fukuoka      | 0:4      | Nissei Plastic Industrial    |
| Tanabe Pharmaceutical    | 2:1      | Teijin                       |
| Gonohe City Hall         | 1:5      | Hōsei-Universität            |
| Honda Motors             | 2:1      | Kokushikan-Universität       |
| Sumitomo Metals          | 0:1      | Furukawa Electric            |
| Nippon Steel             | 1:3      | Universität Sapporo          |
| Saitama Teachers         | 1:3      | Yomiuri                      |
| Toyota Motors            | 0:1      | Waseda-Universität           |

### Achtelfinale
|                       | Ergebnis |                             |
| --------------------- | -------- | --------------------------- |
| Fujita Industries     | 5:1      | Yanmar Club                 |
| Fujitsu               | 1:0      | Nippon Kokan                |
| Yanmar Diesel         | 7:1      | Nissei Plastic Industrial   |
| Tanabe Pharmaceutical | 2:3      | Toyo Industries             |
| Hitachi               | 2:1      | Hōsei-Universität           |
| Honda Motors          | 0:3      | Furukawa Electric           |
| Universität Sapporo   | 2:0      | Yomiuri                     |
| Waseda-Universität    | 1:3      | Mitsubishi Heavy Industries |

### Viertelfinale
|                     | Ergebnis        |                             |
| ------------------- | --------------- | --------------------------- |
| Fujita Industries   | 3:0             | Fujitsu                     |
| Yanmar Diesel       | 2:2 (2:4 i. E.) | Toyo Industries             |
| Hitachi             | 1:1 (3:5 i. E.) | Furukawa Electric           |
| Universität Sapporo | 0:5             | Mitsubishi Heavy Industries |

### Halbfinale
|                   | Ergebnis |                             |
| ----------------- | -------- | --------------------------- |
| Fujita Industries | 0:3      | Toyo Industries             |
| Furukawa Electric | 0:1      | Mitsubishi Heavy Industries |

### Finale
|                 | Ergebnis |                             |
| --------------- | -------- | --------------------------- |
| Toyo Industries | 0:1      | Mitsubishi Heavy Industries |